# Reservationslön
Reservationslön är en nationalekonomisk term som anger den lönenivå som avgör huruvida en individ väljer att acceptera en anställning.
Reservationslönen är individuell och om den lönenivå som erbjuds på marknaden är lägre än reservationslönen kommer personen ifråga att avstå från att arbeta. Individen värderar i så fall sin tid högre än vad marknaden gör. Relationen mellan den lön för arbete som erbjuds på marknaden och den individuella reservationslönen är alltså avgörande för beslutet att arbeta eller inte. 
Faktorer som påverkar reservationslönen är framförallt nivån på den alternativa inkomsten, ersättningsnivåer i arbetslöshets- och socialförsäkringssystem men även skatter, regler för förtidspensionering etc.